# Sidney Homer
Sidney Homer   (Boston, 9 de desembre de 1864 - Winter Park, 10 de juliol de 1953) Sidney Homer, Sr. va ser un compositor clàssic, principalment de cançons.

## Biografia
Homer va ser el fill més petit nascut de pares sords. Va assistir a la classe de 1884 de la "Phillips Academy" a Andover, Massachusetts, però no va assistir a la universitat, encara que va estudiar composició amb George Whitefield Chadwick i amb Josef Rheinberger a Munic. Es va casar amb la contralt Louise Homer el 1895.
Sidney i Louise van tenir sis fills, incloses les filles bessones Anne Homer i Kathryn Homer, el fill Sidney Homer, Jr. (economista i autor) i la filla Louise Homer.
Sidney Homer va morir el 10 de juliol de 1953 a Winter Park, Florida.

## Llegat
La influència de Sidney Homer va incloure la seva mentoria i suport al seu nebot, el compositor Samuel Barber. La beca sobre Homer va ser un focus particular del musicòleg Harry Colin Thorpe.
Homer va compondre moltes de les seves cançons pensant en la veu de la seva famosa dona. Entre les seves cançons més famoses es troben "A Banjo Song" (Weeden), "Requiem" (Stevenson), "Casey at the Bat" (Thayer) i "The House that Jack Built" ("Mother Goose").
Les memòries d'Homer, My Wife and I, van ser publicades per Macmillan el 1939 i reimprimidas per Da Capo Press el 1978.